# Wspólnota administracyjna Erftal
Wspólnota administracyjna Erftal – wspólnota administracyjna (niem. Verwaltungsgemeinschaft) w Niemczech, w kraju związkowym Bawaria, w rejencji Dolna Frankonia, w regionie Bayerischer Untermain, w powiecie Miltenberg. Siedziba wspólnoty znajduje się w miejscowości Bürgstadt.
Wspólnota administracyjna zrzesza jedną gminę targową (Markt) oraz jedną gminę wiejską (Gemeinde): 
- Bürgstadt, gmina targowa, 4 202 mieszkańców, 17,39 km²
- Neunkirchen, 1 477 mieszkańców, 16,65 km²